# 学校法人みどり学園 (大阪府)
学校法人みどり学園（がっこうほうじんみどりがくえん）とは、大阪府堺市堺区にある学校法人。

## 沿革
- 1980年1月21日 法人設立とともにみどり幼稚園が当法人となる。
- 1992年 大阪総合福祉専門学校設置（介護福祉士科I部・II部）
- 1997年 大阪総合福祉専門学校児童福祉科を増設。
- 2002年 大阪健康福祉短期大学（介護福祉学科I部・II部）開学により、専門学校の介護福祉士科I部・II部の募集を停止。
- 2006年 大阪健康福祉短期大学子ども福祉学科増設。それに伴い専門学校児童福祉科を募集停止し、専門学校の廃校が決定。

## 歴代理事長
- 平尾達夫

## 運営教育施設
- 大阪健康福祉短期大学
- みどり幼稚園